# Simning vid världsmästerskapen i simsport 2022 – Damernas 100 meter bröstsim
Damernas 100 meter bröstsim vid världsmästerskapen i simsport 2022 avgjordes mellan den 19 och 20 juni 2022 i Donau Arena i Budapest i Ungern.
Italienska 17-åringen Benedetta Pilato tog guld efter ett lopp på 1.05,93. Tyska Anna Elendt tog silver, vilket var hennes första medalj vid ett seniormästerskap. Bronset togs av litauiska Rūta Meilutytė som tog sin första medalj vid ett långbane-VM sedan 2015.

## Rekord
Inför tävlingens start fanns följande världs- och mästerskapsrekord:
|                   | Namn       | Nation | Tid     | Ort              | Datum        |
| ----------------- | ---------- | ------ | ------- | ---------------- | ------------ |
| Världsrekord      | Lilly King | USA    | 1.04,13 | Budapest, Ungern | 25 juli 2017 |
| Mästerskapsrekord | Lilly King | USA    | 1.04,13 | Budapest, Ungern | 25 juli 2017 |

## Resultat

### Försöksheat
Försöksheaten startade den 19 juni klockan 09:32.
| Placering | Heat | Bana         | Namn                    | Nationalitet     | Tid             | Noteringar      |
| --------- | ---- | ------------ | ----------------------- | ---------------- | --------------- | --------------- |
| 1         | 6    | 6            | Tang Qianting           | Kina             | 1.05,99         | 0Q0             |
| 2         | 6    | 2            | Jenna Strauch           | Australien       | 1.06,16         | 0Q0             |
| 3         | 4    | 4            | Annie Lazor             | USA              | 1.06,33         | 0Q0             |
| 4         | 5    | 3            | Arianna Castiglioni     | Italien          | 1.06,49         | 0Q0             |
| 5         | 6    | 5            | Anna Elendt             | Tyskland         | 1.06,54         | 0Q0             |
| 6         | 4    | 5            | Sophie Hansson          | Sverige          | 1.06,61         | 0Q0             |
| 7         | 6    | 4            | Lilly King              | USA              | 1.06,65         | 0Q0             |
| 8         | 4    | 3            | Benedetta Pilato        | Italien          | 1.06,68         | 0Q0             |
| 9         | 4    | 1            | Rūta Meilutytė          | Litauen          | 1.06,71         | 0Q0             |
| 10        | 6    | 3            | Lara van Niekerk        | Sydafrika        | 1.06,75         | 0Q0             |
| 11        | 5    | 6            | Molly Renshaw           | Storbritannien   | 1.06,83         | 0Q0             |
| 12        | 4    | 6            | Kotryna Teterevkova     | Litauen          | 1.06,97         | 0Q0             |
| 13        | 5    | 2            | Eneli Jefimova          | Estland          | 1.07,09         | 0Q0             |
| 14        | 6    | 1            | Tes Schouten            | Nederländerna    | 1.07,18         | 0Q0             |
| 15        | 5    | 5            | Yu Jingyao              | Kina             | 1.07,19         | 0Q0             |
| 16        | 5    | 4            | Reona Aoki              | Japan            | 1.07,35         | 0Q0             |
| 17        | 6    | 8            | Jhennifer Conceição     | Brasilien        | 1.07,40         |                 |
| 18        | 5    | 7            | Anastasia Gorbenko      | Israel           | 1.07,88         |                 |
| 19        | 4    | 7            | Abbey Harkin            | Australien       | 1.08,12         |                 |
| 20        | 5    | 1            | Jessica Vall            | Spanien          | 1.08,38         |                 |
| 21        | 3    | 6            | Moon Su-a               | Sydkorea         | 1.08,50         |                 |
| 22        | 6    | 0            | Letitia Sim             | Singapore        | 1.08,59         |                 |
| 23        | 4    | 9            | Macarena Ceballos       | Argentina        | 1.08,63         |                 |
| 24        | 5    | 8            | Sophie Angus            | Kanada           | 1.08,76         |                 |
| 25        | 4    | 0            | Melissa Rodríguez       | Mexiko           | 1.08,95         |                 |
| 26        | 4    | 8            | Florine Gaspard         | Belgien          | 1.09,22         |                 |
| 27        | 3    | 4            | Veera Kivirinta         | Finland          | 1.09,26         |                 |
| 28        | 3    | 5            | Kristýna Horská         | Tjeckien         | 1.09,39         |                 |
| 29        | 3    | 8            | Kamila Isajeva          | Ukraina          | 1.09,66         |                 |
| 30        | 3    | 3            | Adèle Blanchetière      | Frankrike        | 1.09,68         |                 |
| 31        | 6    | 7            | Emelie Fast             | Sverige          | 1.09,81         |                 |
| 32        | 2    | 4            | Nicole Frank            | Uruguay          | 1.10,48         |                 |
| 33        | 3    | 0            | Karina Vivas            | Colombia         | 1.10,60         |                 |
| 34        | 6    | 9            | Diana Petkova           | Bulgarien        | 1.10,81         |                 |
| 35        | 3    | 1            | Maria Drasidou          | Grekland         | 1.11,00         |                 |
| 36        | 5    | 0            | Petra Halmai            | Ungern           | 1.11,09         |                 |
| 37        | 3    | 2            | Lena Kreundl            | Österrike        | 1.11,24         |                 |
| 38        | 2    | 3            | Emily Santos            | Panama           | 1.12,11         |                 |
| 39        | 2    | 6            | Adelaida Pchelintseva   | Kazakstan        | 1.12,40         |                 |
| 40        | 3    | 7            | Lin Pei-wun             | Kinesiska Taipei | 1.13,09         |                 |
| 41        | 3    | 9            | Lillian Hoggs           | Bahamas          | 1.13,13         |                 |
| 42        | 2    | 5            | Phiangkhwan Pawapotako  | Thailand         | 1.13,23         |                 |
| 43        | 2    | 1            | Tessa Ip Hen Cheung     | Mauritius        | 1.14,83         |                 |
| 44        | 2    | 2            | Kirsten Fisher-Marsters | Cooköarna        | 1.15,57         |                 |
| 45        | 2    | 8            | Jayla Pina              | Kap Verde        | 1.15,80         |                 |
| 46        | 1    | 3            | Duana Lama              | Nepal            | 1.17,58         |                 |
| 47        | 2    | 7            | Marina Abu Shamaleh     | Palestina        | 1.18,02         |                 |
| 48        | 2    | 9            | Maria Freitas           | Angola           | 1.18,55         |                 |
| 49        | 1    | 4            | Lara Dashti             | Kuwait           | 1.21,00         |                 |
| 50        | 1    | 6            | Makelyta Singsombath    | Laos             | 1.22,75         |                 |
| 51        | 1    | 5            | Maria Battalones        | Nordmarianerna   | 1.26,01         |                 |
|           | 2    | 0            | Polyxeni Toumazou       | Cypern           | Diskvalificerad | Diskvalificerad |
| 4         | 2    | Lisa Mamié   | Schweiz                 | Startade inte    | Startade inte   |                 |
| 5         | 9    | Phee Jinq En | Malaysia                | Startade inte    | Startade inte   |                 |

### Semifinaler
Semifinalerna startade den 18 juni klockan 18:29.

#### Semifinal 1
| Placering | Bana | Namn                | Nationalitet  | Tid     | Noteringar |
| --------- | ---- | ------------------- | ------------- | ------- | ---------- |
| 1         | 6    | Benedetta Pilato    | Italien       | 1.05,88 | 0Q0        |
| 2         | 8    | Reona Aoki          | Japan         | 1.06,07 | 0Q0        |
| 3         | 3    | Sophie Hansson      | Sverige       | 1.06,30 | 0Q0        |
| 4         | 4    | Jenna Strauch       | Australien    | 1.06,49 |            |
| 5         | 5    | Arianna Castiglioni | Italien       | 1.06,59 |            |
| 6         | 7    | Kotryna Teterevkova | Litauen       | 1.06,74 |            |
| 7         | 2    | Lara van Niekerk    | Sydafrika     | 1.06,75 |            |
| 8         | 1    | Tes Schouten        | Nederländerna | 1.07,20 |            |

#### Semifinal 2
| Placering | Bana | Namn           | Nationalitet   | Tid             | Noteringar      |
| --------- | ---- | -------------- | -------------- | --------------- | --------------- |
| 1         | 3    | Anna Elendt    | Tyskland       | 1.05,62         | 0Q0             |
| 2         | 4    | Tang Qianting  | Kina           | 1.05,97         | 0Q0             |
| 3         | 2    | Rūta Meilutytė | Litauen        | 1.06,04         | 0Q0             |
| 4         | 7    | Molly Renshaw  | Storbritannien | 1.06,39         | 0Q0             |
| 5         | 6    | Lilly King     | USA            | 1.06,40         | 0Q0             |
| 6         | 1    | Eneli Jefimova | Estland        | 1.06,48         |                 |
| 7         | 8    | Yu Jingyao     | Kina           | 1.06,78         |                 |
| –         | 5    | Annie Lazor    | USA            | Diskvalificerad | Diskvalificerad |

### Final
Finalen startade den 20 juni klockan 19:48.
| Placering | Bana | Namn             | Nationalitet   | Tid     | Noteringar |
| --------- | ---- | ---------------- | -------------- | ------- | ---------- |
| 1         | 5    | Benedetta Pilato | Italien        | 1.05,93 |            |
| 2         | 4    | Anna Elendt      | Tyskland       | 1.05,98 |            |
| 3         | 6    | Rūta Meilutytė   | Litauen        | 1.06,02 |            |
| 4         | 8    | Lilly King       | USA            | 1.06,07 |            |
| 5         | 2    | Reona Aoki       | Japan          | 1.06,38 |            |
| 6         | 7    | Sophie Hansson   | Sverige        | 1.06,39 |            |
| 7         | 3    | Tang Qianting    | Kina           | 1.06,41 |            |
| 8         | 1    | Molly Renshaw    | Storbritannien | 1.06,60 |            |